# Veer Towers
Las Torres Veers o Veer Towers son unas torres gemelas de 37 niveles, localizadas en el CityCenter de Las Vegas Strip en Paradise, Nevada, cada una con 337 unidades de condominio lujosos de entre 500 a 1.500 pies cuadrados. Las dos torres yacen opuestas y de formas inclinada (cinco grados del centro) adyacente al Crystals, Retail and Entertainment District, y a lo largo de la calle del Mandarin Oriental, Las Vegas. La azotea del edificio será un área de amenidades en la que incluirá una piscina, gimnasio, spa, cabañas y un patio para entretenimiento.

## Historia
En las primeras etapas del proyecto, eran conocidas como Sobella Residential Towers.
Los lobbies y el espacio público han sido desarrollados por el arquitecto Francisco González-Pulido el diseño busca una relación entre el edificio y la Ciudad, más allá de la responsabilidad urbana, las Torres Veer tienen un alto rendimiento tanto en lo funcional como en lo sistemático
Los edificios de condominio recibieron el 20 de noviembre de 2009, la certificación LEED Gold,

## Galería de fotos

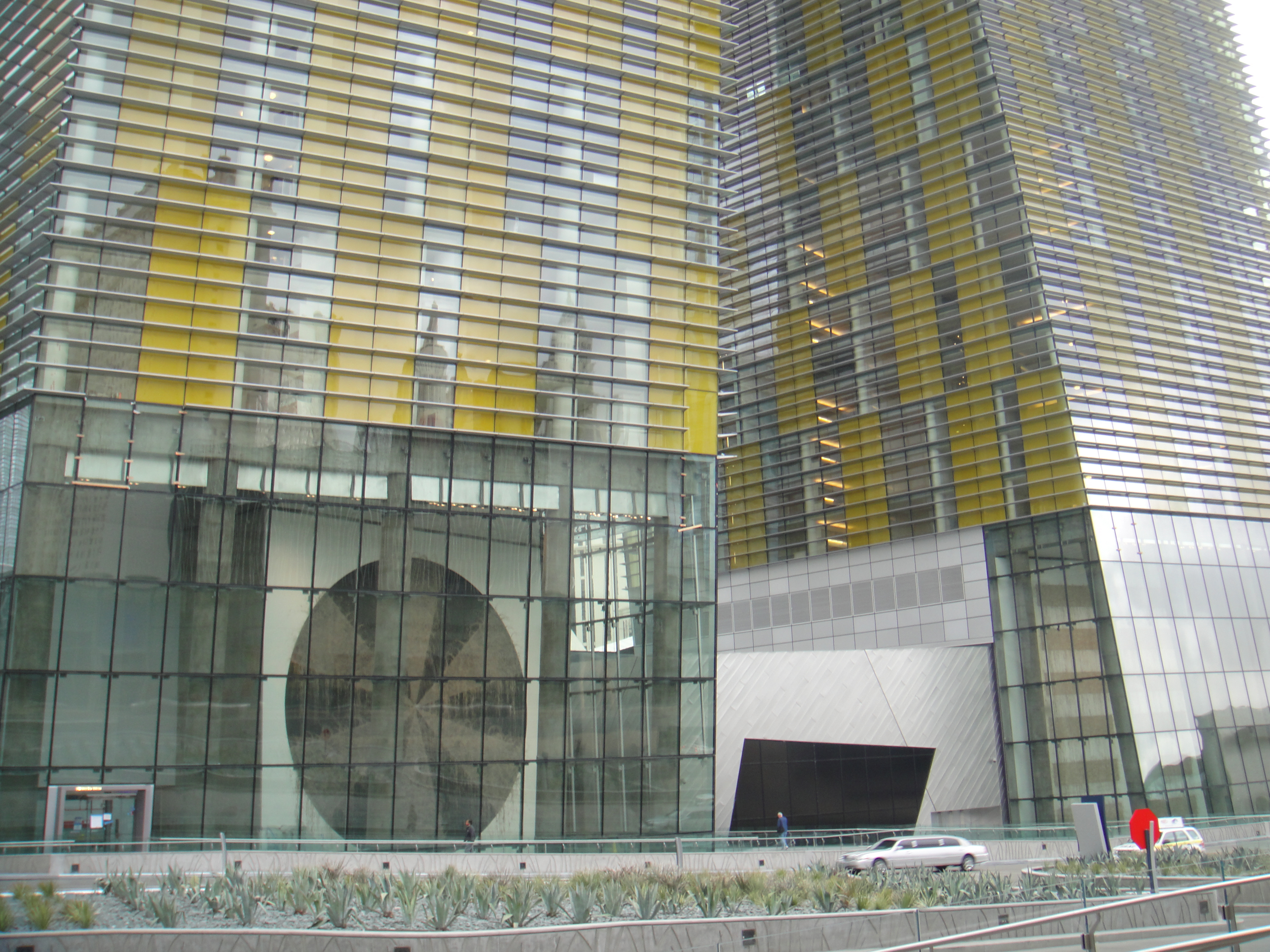
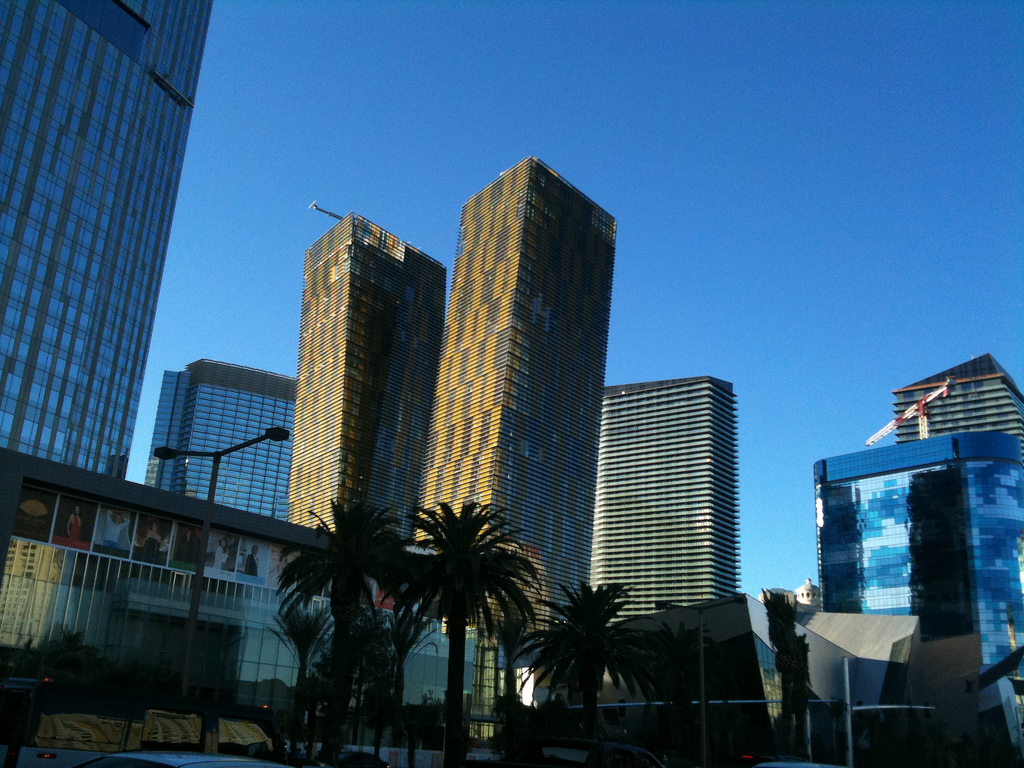
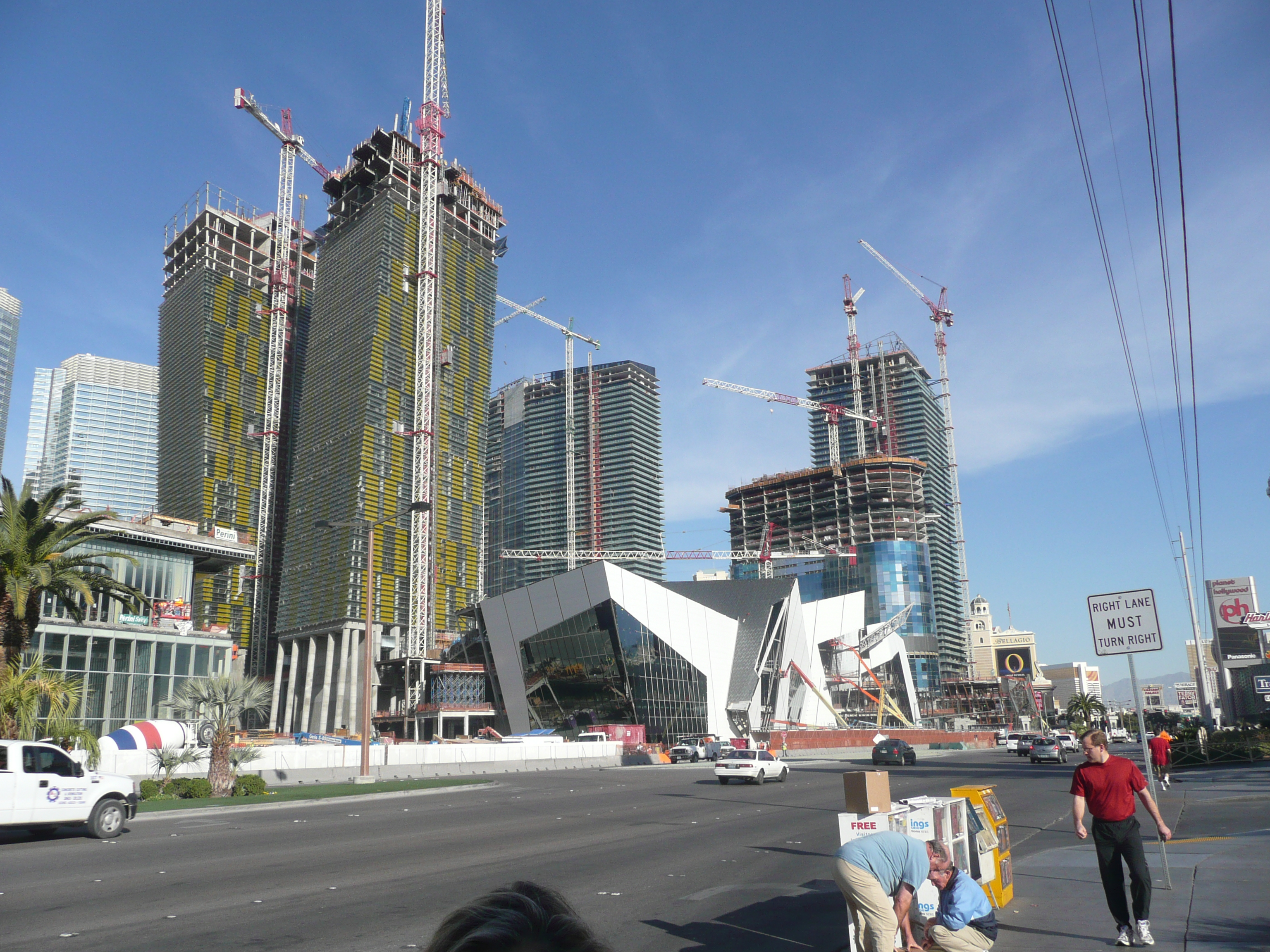
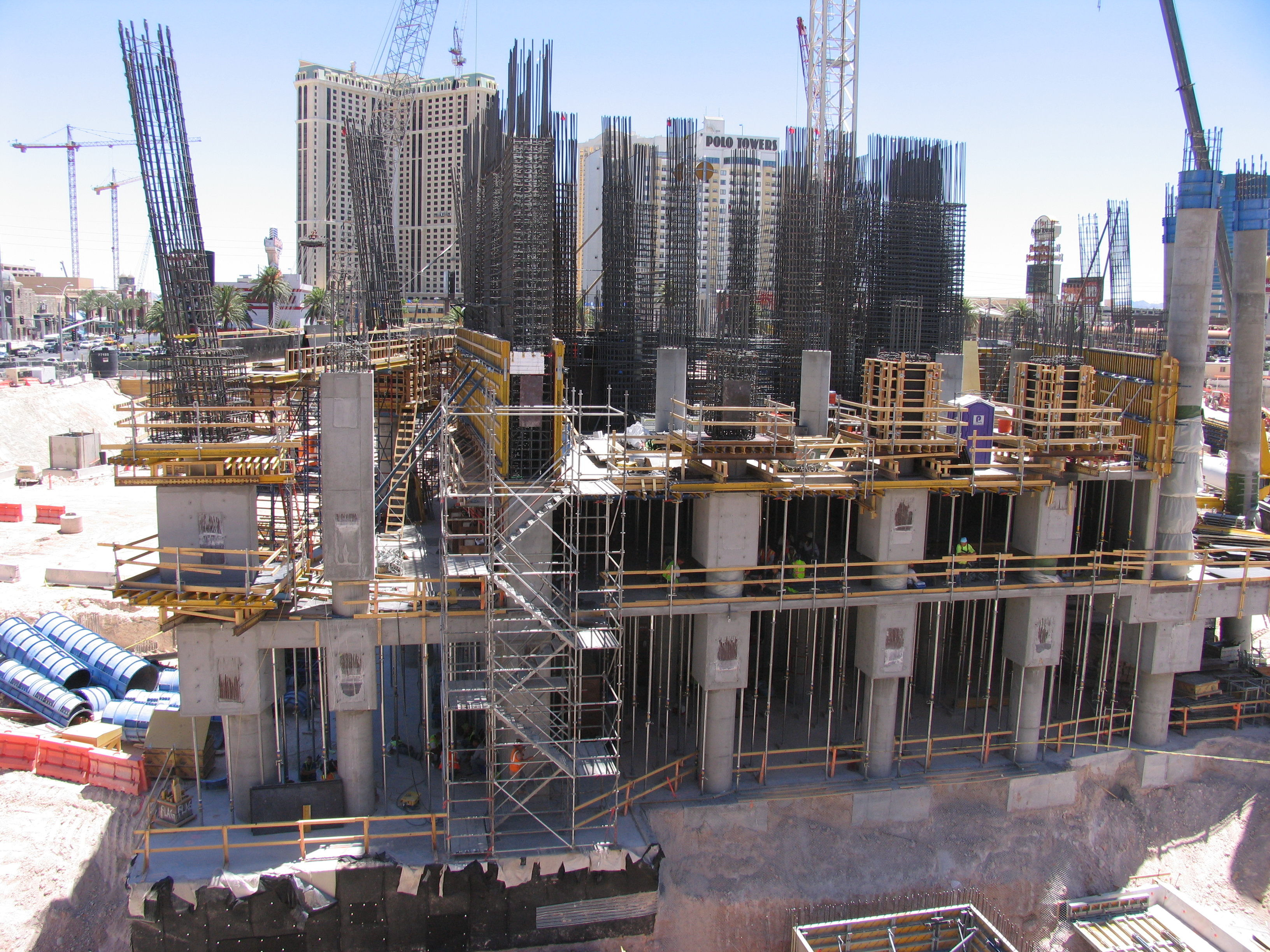